# Arctoperlaria
Arctoperlaria — підряд крилатих комах ряду Веснянки (Plecoptera).

## Класифікація
- Родина Scopuridae
- Інфраряд Euholognatha
  - Родина Capniidae (бл. 300 видів)
  - Родина Leuctridae (300 видів)
  - Родина Nemouridae (600 видів)
  - Родина Notonemouridae
  - Родина Taeniopterygidae ( 75 видів)
- Інфраряд Systellognatha
  - Родина Chloroperlidae (100 видів)
  - Родина Perlidae (400 видів)
  - Родина Perlodidae (250 видів)
  - Родина Peltoperlidae ( 68 видів)
  - Родина Styloperlidae (10 видів)
  - Родина  Pteronarcyidae (12 видів)